# R'coon Dawg
R'coon Dawg é um curta-metragem estadunidense de animação, lançado em 1951 e produzido pela Walt Disney Productions. Foi a 123.ª produção da série de filmes do Mickey Mouse, diferentes das outras produções Pluto é o personagem principal do curta.

## Elenco
- Clarence Nash[1] como Mickey Mouse
- Pinto Colvig[3] como Pluto